# Arnaldo Forni Editore
Arnaldo Forni Editore è stata una casa editrice italiana specializzata in ristampe anastatiche, con sede a Osteria Nuova di Sala Bolognese.

## Storia
Iniziò i primi passi nel 1960 quando il suo fondatore, Arnaldo Forni (1912-1983), valente antiquario, ebbe l'intuizione che, per soddisfare le esigenze di tanti che desideravano acquistare libri antichi sempre più costosi e rari o non più presenti sui mercati, era necessario riprodurli identici.
La ristampa anastatica venne in aiuto a questa sua semplice intuizione. Fu così che furono ripubblicate moltissime opere cui gli studiosi potevano accedere a fatica solo consultandoli nelle biblioteche.
Il catalogo raggiunse più di 3000 titoli e l'attività, proseguita dalle due figlie, arrivò alla terza generazione.
Le materie furono le più svariate: dall'Arte all'Araldica, dalla Dialettologia al Folklore, dalla Bio-bibliografia alla Gastronomia, ma quelle fondamentali furono la Storia locale, la Numismatica e la Musica antica.
Questa vasta produzione fu sostenuta da una costante ricerca bibliografica in collaborazione con docenti di livello universitario.
La casa editrice ha chiuso i battenti nel dicembre 2017.